# Sibylla av Conversano
Sibylla av Conversano, född 1080 i Conversano, död 18 mars 1103 i Rouen, var engelsk prinsessa och hertiginna av Normandie som gift med Englands tronarvinge hertig Robert II av Normandie. 
Hon var dotter till Geoffrey av Brindisi, greve av Conversano. Hon gifte sig med Robert år 1100. Under hans frånvaro fungerade hon som regent och fick ett gott omdöme som sådan.
Deras son Guillaume Cliton föddes den 25 oktober 1102 och blev arvtagare till Normandie. Sibylla, som beundrades och hyllades av den tidens historieskrivare, dog kort efter sonens födelse. William av Malmesbury menade att hon dog för att hennes bröst bands för hårt, medan både Robert av Torigny och Orderic Vitalis hävdar att hon mördades av en grupp adelskvinnor under ledning av makens älskarinna, Agnes Giffard.